# Ascota

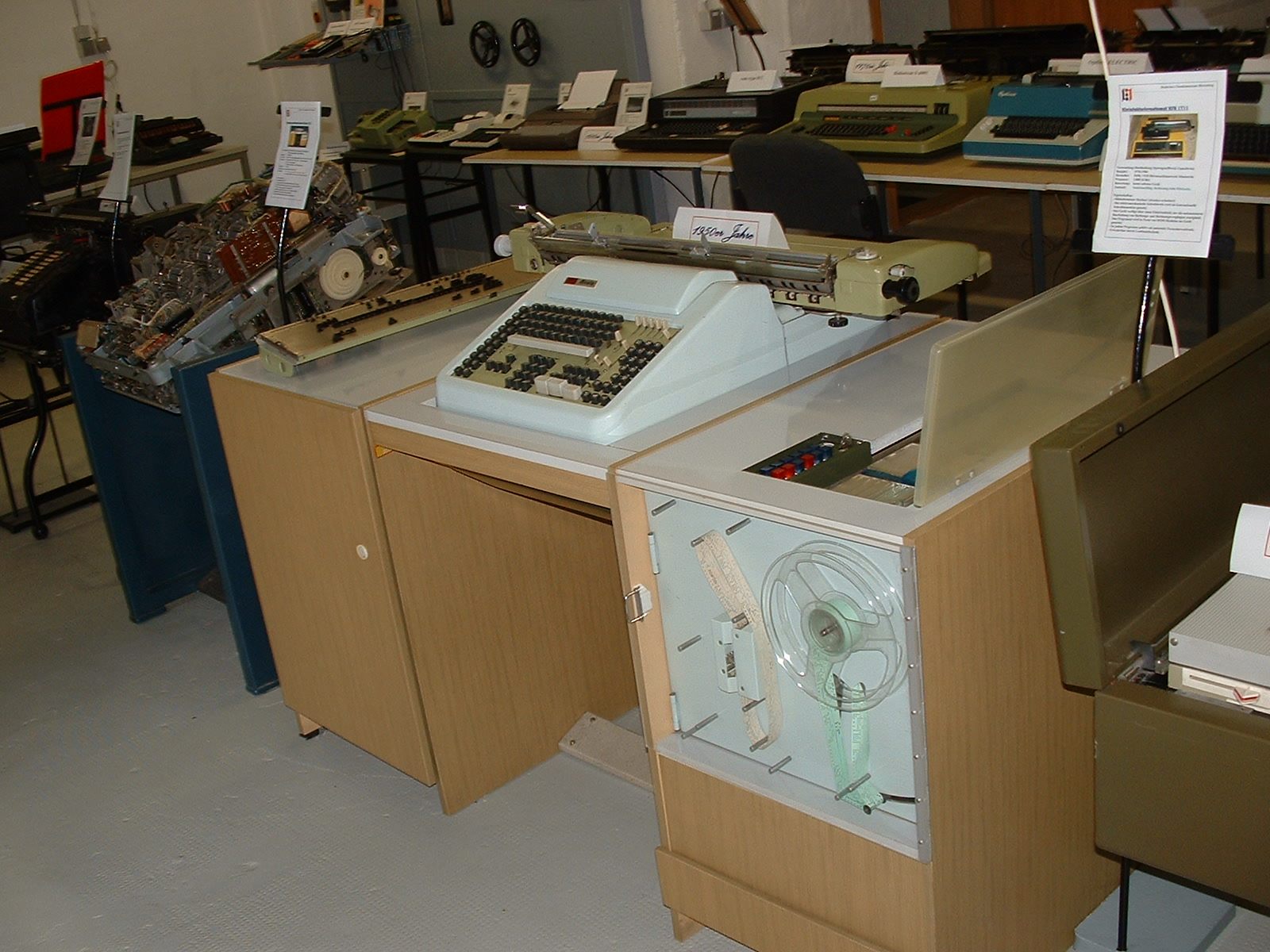
Buchungsmaschine Ascota 170/45LB im Computermuseum Halle

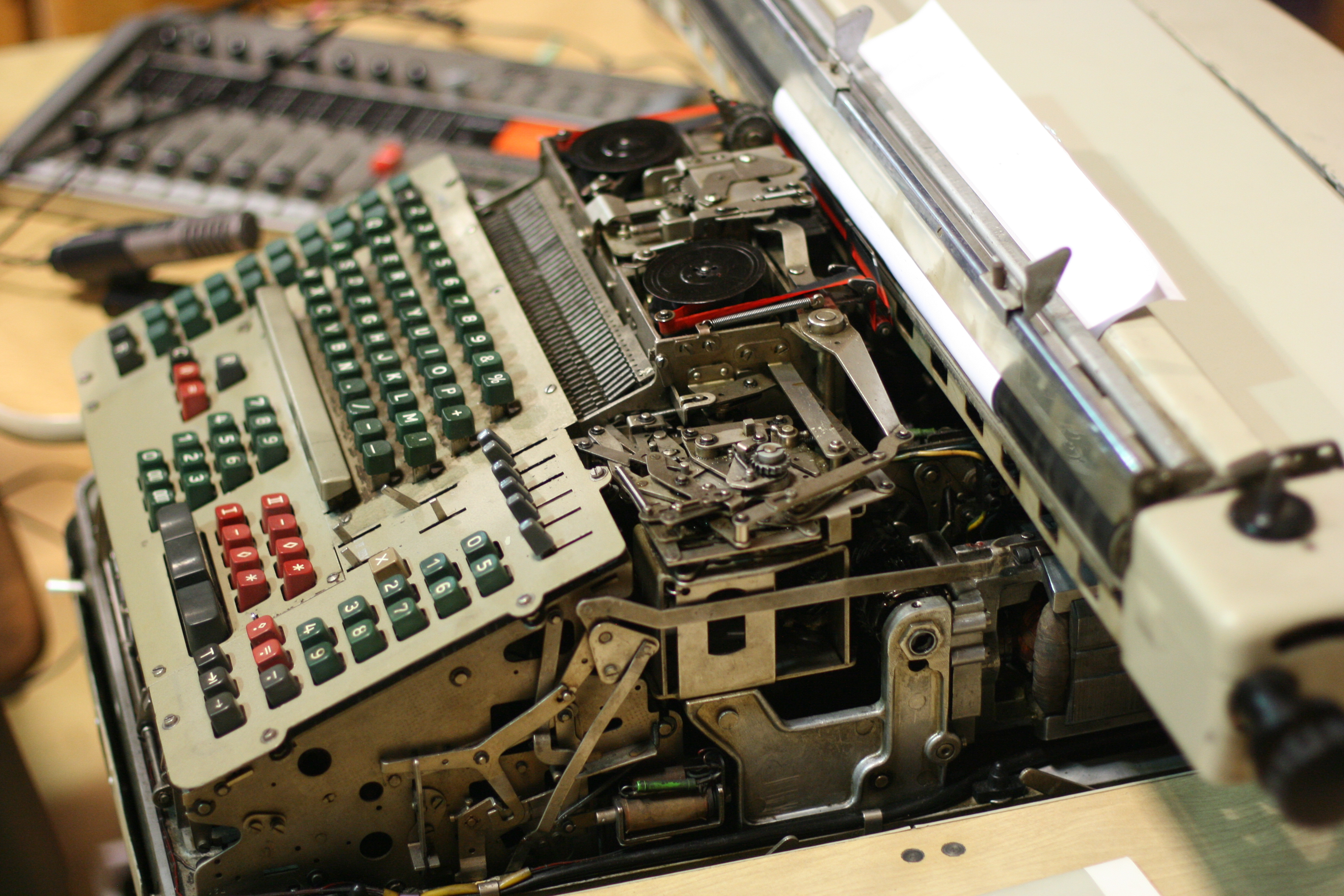
Innenleben der Ascota 170

Ascota war eine Marke für mechanische Rechenmaschinen aus dem VEB Buchungsmaschinenwerk Karl-Marx-Stadt (vormals Astrawerke AG) im sächsischen Chemnitz. Sie wurde 1959 eingeführt, weil der nach Kriegsende enteignete und nunmehr in Westdeutschland lebende Firmengründer John E. Greve die Rechte an der ursprünglichen Marke „Astra“ erfolgreich für sich reklamiert hatte. Das Kunstwort Ascota entstand dabei aus der Zusammensetzung von „Astra“ und „Continental“, der Büromaschinenmarke der ebenfalls aus Chemnitz stammenden Wanderer-Werke.
Unter dem Namen Ascota produzierte das Chemnitzer Werk diverse Rechen- und Buchungsmaschinen, darunter die Buchungsmaschine Klasse 170, die in verschiedenen Versionen bis 1983 über 300.000 mal hergestellt und in über 100 Länder exportiert wurde.
Nach der Eingliederung des Buchungsmaschinenwerks in das Kombinat Robotron wurde der Name Ascota zunehmend durch die Marke robotron ersetzt.